# Sakīs Rouvas
Anastasios Rouvas (IPA: [ˈsacis ruˈvas]; in greco Αναστάσιος «Σάκης» Ρουβάς?), detto Sakīs (Corfù, 5 gennaio 1972), è un cantante e attore greco.

## Biografia

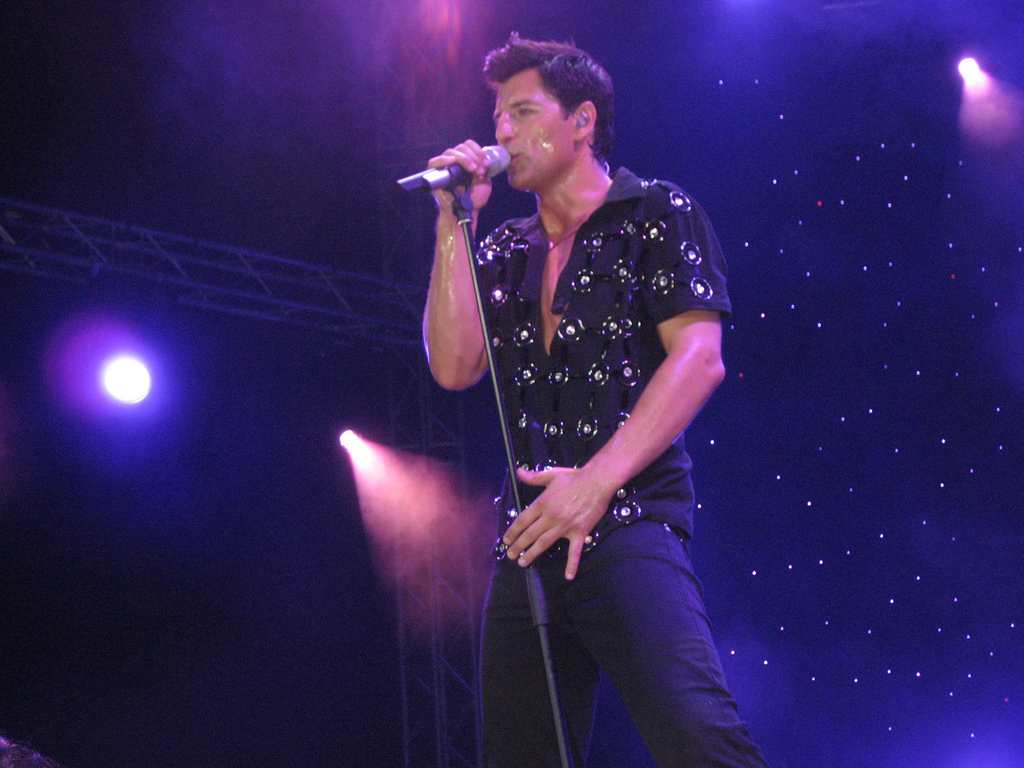
Sakis Rouvas

Sakīs Rouvas è principalmente conosciuto in Grecia e Cipro. Rouvas è riconosciuto come uno dei più importanti cantanti pop greci, celebre per i suoi elaborati concerti e video musicali, e per il suo massiccio fandom. Si è stimato abbia venduto oltre due milioni di dischi, diventando uno dei cantanti greci di maggior successo, contribuendo a far conoscere nei primi anni novanta la musica occidentale in Grecia. Tutti i dischi di Rouvas sono stati certificati disco d'oro.
Mentre è diventato famoso nei paesi limitrofi alla Grecia solo nei tardi anni novanta, Rouvas ha ottenuto celebrità internazionale nel 2001, tramite la sua collaborazione con il produttore discografico Desmond Child. Il suo brano internazionalmente più conosciuto è senz'altro Shake It, con il quale ha partecipato, e si è piazzato al terzo posto all'Eurovision Song Contest 2004. Nel 2006 ha inoltre condotto la manifestazione ad Atene. Nello stesso anno ha doppiato Saetta McQueen nella versione greca del film della Disney Pixar Cars - Motori ruggenti. Nel 2005 Rouvas ha vinto il World Music Award come "artista greco dalle migliori vendite nel mondo", diventando l'unico artista greco che vive a lavora in patria ad ottenere tale riconoscimento. Dal 2008 è il conduttore della versione greca del talent show X-Factor.
Nel 2009 ha partecipato nuovamente all'Eurovision con la canzone This is our night arrivando al settimo posto.

## Discografia
- 1991: Πάρ' τα (Pár' ta)
- 1992: Μην αντιστέκεσαι (Min antistékese)
- 1993: Για σένα (Ya séna)
- 1994: Αίμα, δάκρυα και ιδρώτας (Éma, dákrya ke idrótas)
- 1996: Τώρα αρχίζουν τα δύσκολα (Tóra archízoun ta dýskola)
- 1997: Il gobbo di Notre-Dame (versione greca)
- 1998: Κάτι από μένα (Káti apó ména)
- 2000: 21ος Ακατάλληλος (Ikostós prótos Akatállilos)
- 2002: Όλα καλά (Óla kalá)
- 2003: Όλα καλά (réédition française)
- 2003: Feelings (single)
- 2003: Dis-lui (single)
- 2003: Το χρόνο σταματάω (To chróno stamatáo)
- 2003: Remixes
- 2004: Shake it (single)
- 2005: Σ' έχω ερωτευθεί (S' ékho erotefthí)
- 2006: Live Ballads
- 2007: Υπάρχει αγάπη εδώ (Ypárchi agápi edó)
- 2008: Ηρθες (Irthes)
- 2010: Παραφόρα (Parafora)